# Kiddziavidz
Kiddziavidz (en rus: Кыддзявидзь) és un poble (un possiólok) de la República de Komi, a Rússia, segons el cens del 2010 tenia 371 habitants.